# Kotasaari (ö i Södra Karelen, Villmanstrand, lat 61,21, long 28,20)
Kotasaari är en ö i Finland. Den ligger i sjön Saimen och i kommunen Taipalsaari i den ekonomiska regionen  Villmanstrands ekonomiska region  och landskapet Södra Karelen, i den södra delen av landet, 210 km nordost om huvudstaden Helsingfors. Öns area är 2 hektar och dess största längd är 200 meter i sydöst-nordvästlig riktning.